# Ouled Chamekh (délégation)
Pour les articles homonymes, voir Chamekh.
Ouled Chamekh est une délégation tunisienne dépendant du gouvernorat de Mahdia.
En 2014, elle compte 23 020 habitants dont 10 550 hommes et 12 470 femmes répartis dans 4 916 ménages et 5 735 logements.